# Heterorta pyrrhantha
Heterorta pyrrhantha är en fjärilsart som beskrevs av Edward Meyrick 1902. Heterorta pyrrhantha ingår i släktet Heterorta och familjen nattflyn. Inga underarter finns listade i Catalogue of Life.